# Иудаизм Второго храма

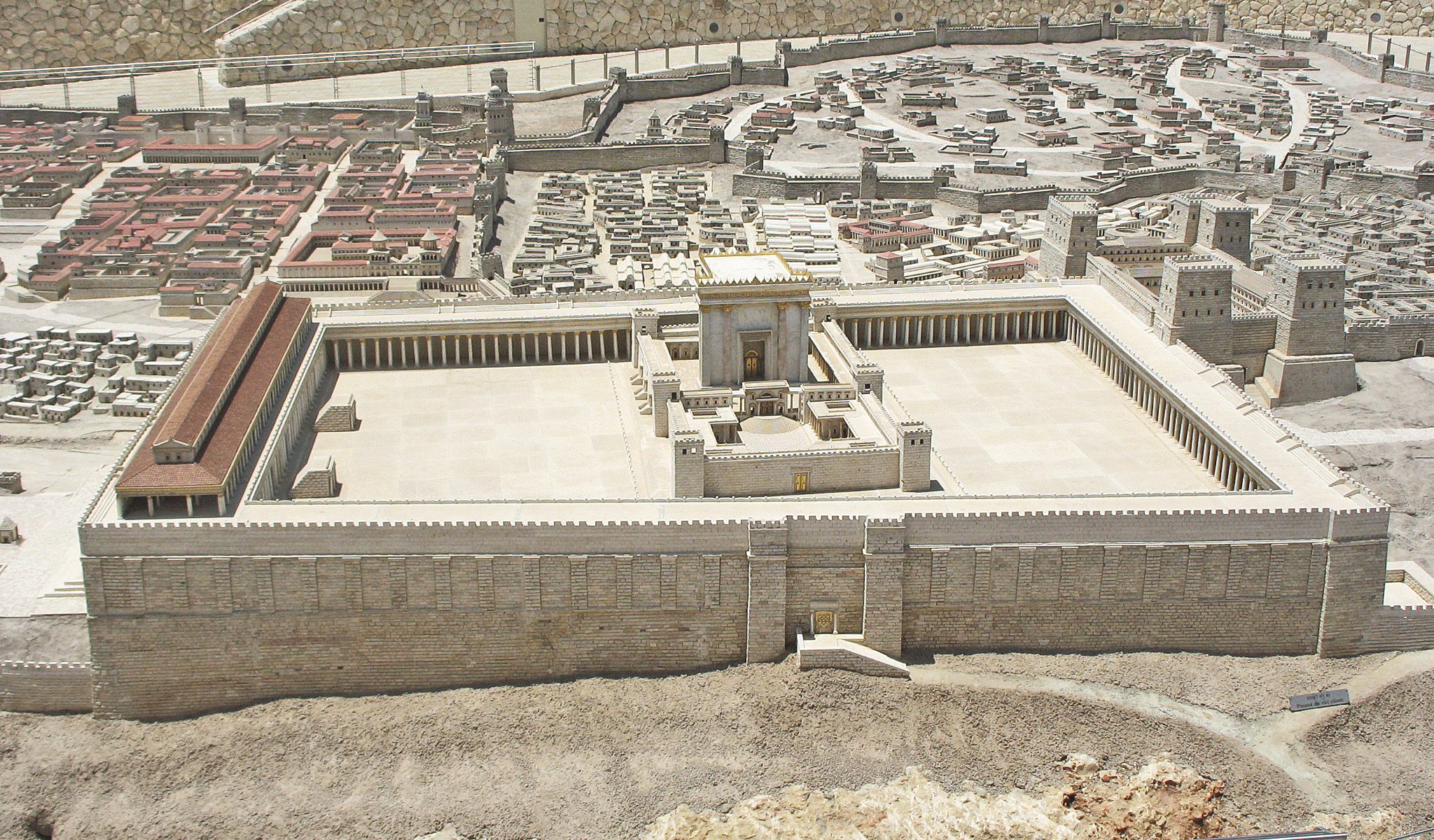
Макет Второго храма в масштабе 1:50, Модель Иерусалима конца эпохи Второго храма

Иудаизм Второго храма — период развития иудаизма, течения иудаизма после вавилонского плена, возвращения евреев в Землю Израиля, строительства Второго храма в конце VI век до н. э. и до осады Иерусалима в 70 году. Развился из яхвизма, более ранней формы иудаизма.
Частично пересекается с периодом эллинистического иудаизма (IV век до н. э. — II век н. э.).

## Описание
После падения северного Израильского царства и религиозных реформ царей Иудейского царства Езекии и Иосии центром развития иудейской религии и единственным дозволенным местом богослужения стал Иерусалимский храм. Первый храм существовал с X в. до н. э. до 586 года до н. э. В период Первого и Второго храмов были сформированы основы храмового иудаизма в качестве религиозной системы и завершено составление священной книги иудаизма — Танаха (в христианской традиции почитается как Ветхий Завет в составе Библии).
В период Вавилонского пленения (597—539 года до н. э.), когда значительная часть еврейского населения Иудейского царства насильственно была переселена в Вавилонию, а Иерусалим и Храм разрушены, учение пророков становится наиболее последовательным. Катастрофа объясняется как кара, наложенная Яхве за неверность ему. Однако учение содержит и обещание тем большей награды в будущем, если верность будет проявлена. Государство, которое евреи стремятся возродить, мыслится как теократическое, а царь из рода Давида — как Мессия. Общая для всех деспотий Востока мифологизация царской власти трансформируется в теологию Царства Божьего. Вавилонский плен и последующее включение Палестины в состав персидской державы Ахеменидов (VI—V века до н. э.) сопровождается воздействием зороастризма, который в своей этике и в мессианских мотивах был сходен с библейской верой, в том числе зороастрийской мифологии — вероятно, в представлениях об ангелах и др.
В связи с падением Нововавилонского царства в 539 году до н. э. часть евреев вернулась в Иудею, где был построен Второй Иерусалимский храм. Вокруг него возобновляется государственная и этническая консолидация еврейского народа. С этого времени начинается сложение доминирующей модели этнического развития евреев, которая включает символический и культурный центр в Израиле и обширную еврейскую диаспору. Зародившись в Месопотамии и Египте, с конца 1-го тысячелетия до н. э. она охватывает обширный регион, в который входят Северная Африка, Малая Азия, Сирия, Аравийский полуостров, Иран, Кавказ, Крым, Восточное и Западное Средиземноморье.
В IV—II веках до н. э. Земля Израиля была подчинена эллинистическим державам Птолемеев и Селевкидов, и евреи подвергались культурной эллинизации. Наряду с древнееврейским и арамейским евреями начинает использоваться также древнегреческий язык (койне). В результате восстания Маккавеев было создано второе древнееврейское государственное образование — Хасмонейское царство, существовавшее в 164-37 годах до н. э. В этот период в состав еврейского народа влились эллинизированные группы и нееврейские семитские народы Негева и Заиорданья.
В 63-37 годах до н. э. Иудея была завоёвана Римской империей. В I—II веках н. э. римляне разбили еврейские освободительные движения, в 70 году н. э. разрушили Второй иерусалимский храм и выселили большую часть евреев, которые пополнили еврейские общины диаспоры.
В I в. до н. э., в период римского господства над евреями, в рамках иудаизма выделяется ряд направлений: цадоким (саддукеи), бывшие приверженцами строгого храмового культа; аскетическая мессианская община «Сыны света» (бней-ор), которая обычно отождествляется с ессеями; также предполагается, что с последними было связано формирование первых иудеохристианских общин; прушим (фарисеи), ратовавшие за демократизацию учения и расширение сферы обычного права — Устной Торы. Лишь фарисейское направление пережило события разрушения римлянами Храма в 70 году н. э. и изгнания римлянами евреев из Иудеи. Учение фарисеев дало начало современному иудаизму, который в отличие от храмового, называют раввинистическим. В европейской культуре иудаизм I века известен главным образом благодаря текстам Нового Завета, где иудеи представлялись блюстителями Закона Моисея (Торы), и рукописям Кумрана.
В еврейской мифологии возникают мотивы мученичества, требующего награды по воскресении мертвых, присутствующие уже в книге Даниила. Ессеи, к которым принадлежала Кумранская община, в безбрачии, аскезе и пустынножительстве искали духовную подготовку к близкой эсхатологической схватке мировых сил добра и зла.